# Немчич, Тихана
Тихана Немчич (хорв. Tihana Nemćić; род. 20 февраля 1988, Копривница) — хорватская футболистка, игрок в мини-футбол и тренер, доктор наук. Была главным тренером мужского футбольного клуба «Виктория» (Ваковац), который выступал в пятом по значимости хорватском дивизионе. Немчич — первая женщина, ставшая главным тренером мужской команды.

## Карьера
Училась в школе Владимира Назора и гимназии Ивана Закмардии (Крижевцы).
В качестве игрока выступала за хорватские команды «Аграм» и «Динамо», в составе которого играла на протяжении 10 лет. В сборной Хорватии она сыграла 5 официальных игр. В 2012 году закончила играть после того, как получила травму колена, и занялась тренерской работой. Её пригласили в клуб «Виктория» Васковац, когда узнали, что у неё есть высшее образование Загребского университета в области физкультуры и спорта.